# Acido colico
L'acido colico è uno steroide, e più precisamente un acido biliare; si presenta come una sostanza bianca e cristallina, insolubile in acqua (solubile in etanolo e acido acetico), con un punto di fusione di 200,2-201,6 °C. I sali dell'acido colico, ovvero questi deprotonati, sono detti colati e dal momento che il pH del fegato è (di regola) al di sotto di 7 sono proprio questi ultimi la forma maggiormente presente all'equilibrio (acido colico → colato). L'acido colico, insieme con l'acido chenodesossicolico, è il più importante degli acidi biliari prodotti dal fegato – dove esso viene sintetizzato a partire dal colesterolo. I derivati del colato rappresentano circa l'80% di tutti gli acidi biliari. Questi derivati vengono prodotti a partire dal colil-coenzima A (colil-CoA), che, unendosi con la glicina o la taurina, porta rispettivamente all'acido glicocolico e all'acido taurocolico.
Se l'acido colico e l'acido chenodesossicolico sono i più importanti acidi biliari umani, altri mammiferi sintetizzano prevalentemente l'acido desossicolico.